# مسجد الشونيزية
مسجد الشونيزية هو مسجد تاريخي أندثر ومحي أثره وكان موقعه في مدينة بغداد التي اقيمت وبنيت على منطقة الشونيزية، وكانت هناك منطقة الشونيزي الصغير، الذي أخذ اسم مقابر قريش، ثم أصبحت فيه محلة، تعرف باسم محلة مقابر قريش، والتي سميت فيما بعد، محلة باب التبن، ويقع فيها مسجد باب التبن، وهو قرب ضريح الامام موسى الكاظم، ثم محلة الكاظمية اليوم. أما منطقة الشونيزي الكبير، فبقيت تعرف بمقبرة الشونيزية تارة، ومقبرة الجنيد البغدادي تارة أخرى. وبمرور الزمن، ولأهمية المنطقة من الناحيتين الدينية، والتاريخية، وتوسع العمران فيها ووجود القرى، والأسواق القديمة، مثل قرية سوق بغداد، برزت عدة محلات، منها محلة التوثة، الملاصقة للشونيزية. ولكن ظلت هناك منطقة قائمة، متمسكة بإسمها القديم، هي محلة الشونيزية، والتي تضم بداخلها عدد من الرُّبُط من بينها رباط النورية ورباط الشونيزية، والتي كانت مقصداً لطلبة العلم وملاذاً لرجال التصوف آنذاك. وكذلك فيها مسجدها الشهير آنذاك، والذي جاء ذكره، في عدد من المصادر التاريخية في مسجد الشونيزية جالساً متقنعاً، فبقي أربعة أيام لم يعلم بموته أحد. كان له الكثير من المزايا مما جعل لها أثر كبير في ظفره بلقب الإمام ومحيي السنة، وشيخ الإسلام. وغيرها من الألقاب التي أطلقها عليه كل من ترجم له، فهو حافظ للقرآن وملم للقراءات، وعالم بما أثر عن الصحابة والتابعين في التفسير، وذو دراية بمذهب الإمام الشافعي وعالم بالخلاف بين المذاهب الأربعة، وهو من أئمة الحديث، وحفاظه، وهو صاحب عقل لمّاح، وحافظ واعية، وشغف بالبحث والاطلاع، وكان لا يتعصب لمذهب، ولا يندد بغيره، وكان حريص على نشر معارف الكتاب والسنة.وكذلك ذكر وفاة المرتعش النيسابوري، أحد مشايخ العراق.وكان كبير الشأن، يقيم في مسجد الشونيزية ببغداد، كان من ذوي الأموال، فتخلى عنها، وصحب الفقراء مثل الجنيد البغدادي، وأبي حفص، وأبي عثمان، وحتى صار شيخ الصوفية. قيل: "عجائب بغداد ثلاثة: نكت المرتعش، وإشارات الشبلي، وحكايات جعفر الخواص. مات ببغداد سنة ثمان وعشرين وثلثمائة. وقال وقت وفاته: سألت الله ثلاث حوائج فقضاها لي: سألته أن يكون موتي في مسجد الشونيزية، وألا يكون لي أمر الدنيا شيء وقت خروجي منها، وسألته ألا يحضرني في وقت وفاتي رجل أبغضه..

## اخبار عن مسجد الشونيزية
وردت بعض الأخبار عن ساكني مسجد الشونيزية في المصادر التاريخية وهي كالآتي:
- عبد المنعم بن محمد بن طاهر بن سعيد بن فضل الله بن أحمد بن محمد بن إبراهيم، أبو الفضائل بن أبي البركات بن أبي الفتح بن أبي طاهر بن أبي سعيد بن أبي الخير الصوفي.من أهل ميهنة، من أولاد المشايخ، واعيان الصوفية، ولم يكن في أولاد الشيخ أبي سعيد في وقته مثله، سمع الحديث بمرو، من أبي الفتح عبيد الله بن محمد بن أردشير الهشامي، وأبي بكر محمد بن منصور بن عبد الجبار السمعاني، وببنج ديه، من أبي الحسن محمد بن عبد الواحد بن محمد المروزي، وسمع أيضاً من والده أبي البركات، ومن الامام أبي حامد الغزالي الفقيه، وقدم بغداد، وإستوطنها إلى حين وفاته، برباط ابن المجلبان المعروف بالبسطامي، بالجانب الغربي، شيخاً للصوفية، ومقدمأ على مشايخ وقته، وحدث ببغداد، سمع منه الشريف أبو الحسن علي بن أحمد الزيدي، وإبراهيم بن محمود بن الشعار، وروى لنا عنه ولده أحمد، وكان شيخاً صالحاً نزهاً، عفيف النفس، مشتغلاً بما يعنيه، كثير العبادة والتهجد، صائناً نفسه عن القاذورات، وكان يأوي في أكثر الأوقات إلى مسجد الشونيزية، ويخلو فيه نفسه.[5]
- أحمد بن وهب أبو جعفر الصوفي، ذكره عبد الرحمن السلمي النيسابوري، في تاريخه، أخبرنا إسماعيل بن أحمدالحيرى، أخبرنا محمد بن الحسين النيسابوري، قال أحمد بن وهب أبو جعفر، دخل البصرة، وصحب أبا حاتم العطار، وكان أستاذ يعقوب الزيات، وكان نازلاً في مسجد الشونيزية، مات سنة سبعين ومائتين، أو بعدها بقليل.[6]
- النهاوندي: نسبة إلى نهاوند بفتحتين وبعد النون هاء، ثم ألف، ثم واو مفتوحة، ونون ساكنة، ثم دال مهملة. قيل: إن نوحا صلى الله عليه وعلى نبينا وآله وعلى جميع الأنبياء وسلم بناها، فكان إسمها نوح أوند، ومعنى أوند بنى فعربوها، فقالوا: نهاوند. ينسب إليها جمع أجلهم قدراً وأولاهم ذكراً شيخ الطائفة، أبو القاسم الجنيد البغدادي بن محمد بن الجنيد الخزاز، بخاء معجمة، وزائين معجمتين، كان يعمل الخز القواريري، لأن أباه كان قواريريا، أصله من نهاوند، مولده ومنشأه بالعراق تفقه، بأبي ثور، صاحب الشافعي، صحب خاله السري، والحارث المحاسبي، وغيرهما من المشائخ، وصحبه أبو العباس بن سريح الشافعي، فكان إذا تكلم في الإصول والفروع بكلام، أعجب الحاضرين، قال: هذا من بركة مجالستي لأبي القاسم الجنيد. وكان أبو القاسم الجنيد، يقول: مذهبنا مقيداً بالإصول، الكتاب والسنة، وقال العارف من نطق عن سرك وأنت ساكت. قال الجنيد: قال لي خالي السري، تكلم على الناس، وكان في قلبي حشمة على الناس، فإني كنت أتهم نفسي في إستحقاق ذلك، فرأيت في ليلة جمعة في المنام، رسول الله صلى الله عليه وآله وسلم، فقال: تكلم على الناس فانتبهت وأتيت باب السري قبل أن يصبح فدفعت الباب، فقال: لم تصدقنا حتى قيل لك، فقعدت في غد للناس بالجامع، فوقف علي غلام نصراني متنكراً وقال: أيها الشيخ ما معنى قول رسول الله صلى الله عليه وآله وسلم: «اتقوا فراسة المؤمن فإنه ينظر بنور الله» فأطرقت ثم رفعت رأسي فقلت: أسلم فقد حان وقت إسلامك، فأسلم الغلام.توفي الجنيد يوم الجمعة ودفن السبت بالشونيزية، عند خاله السري. قال أبو حامد القزويني، وفي جبل نهاوند بئر عظيم يفور منه الدخان بالنهار، والليل النار، والناس يأخذون من تلك النار لأجل صنعة الكيمياء. قال: وعين بنهاوند يذهب الرجل إليها ويصيح: أنا محتاج فتجري بإذن الله.[7]